# Bubble Guppies - Un tuffo nel blu e impari di più
Bubble Guppies - Un tuffo nel blu e impari di più (Bubble Guppies) è una serie animata statunitense e canadese indirizzata ad un target di bambini in età prescolare, trasmessa a partire dal 24 gennaio 2011 sulla rete Nickelodeon e creata da Johnny Belt e Robert Scull. Viene attualmente prodotta da Jam Filled Entertainment e Nickelodeon Animation Studios, mentre in passato anche da WildBrain Entertainment e Nelvana. In Italia va in onda su Nick Jr. dal 1º marzo 2011 e su Super! dal 18 marzo 2012.

## Trama
I Bubble Guppies sono una classe 7 alla scuola dell'infanzia formata da sei cuccioli di sirene/tritoni che vivono nella città sottomarina di Bubbletucky. Sotto la guida del maestro Signor Cernia fanno esperienze legate alla vita di tutti i giorni e imparano a usufruire dei servizi della propria città (negozi, uffici, trasporti).

## Personaggi
- Gil (Daniela Fava): Gil è il co-conduttore sciocco e turbolento con i capelli blu, occhi blu e un tritone coda verde. Se vede una palla, non può fare a meno di lanciarla; se trova una chitarra elettrica, deve suonarla; se trova un travestimento da maiale, se sta certo che comincerà a ringhiare in meno tempo del necessario per dirlo. Ha un'energia illimitata e una curiosità insaziabile.
- Molly (Valentina Pallavicino): Molly è intelligente, cantilena e, soprattutto, è una grande amica con i capelli rosa, occhi marroni e la sirena coda blu. Conduce lo spettacolo insieme a Gil. E grazie alla sua personalità frizzante, riesce a dare energia a tutti.
- Deema (Gea Riva): La personalità di Deema è imponente quanto i suoi capelli gialli, occhi blu e la coda arancione. Energica ed eccentrica, ama essere al centro dell'attenzione. Parla spesso con una voce d'opera, ama raccontare barzellette e fa ridere gli altri.
- Nonny (Patrizia Mottola): Nonny è cerebrale, riservato ed estremamente calmo con capelli arancioni, occhi verdi e una sirena tritone coda verde. È più il tipo da commentare un evento che da bagnarsi e usa regolarmente un vocabolario molto evoluto per la sua età. Poco appassionato di attività fisica, Nonny, ad esempio, preferisce parlare di basket piuttosto che giocarci.
- Oona (Loretta Di Pisa): Oona è dolce, sincera, calma e con i capelli viola con una stella rosa, occhi marroni acuti e una coda viola e rosa, è interessata alle emozioni degli altri. È lei che si preoccuperà di più di un'amica ammalata, la prima che si accorge che qualcuno non si sente bene o che dà amore a un animale o a una pianta. Per lei il mondo è pieno di meraviglie.
- Goby (Monica Bonetto 1° voce) (Marcella Silvestri 2° voce): Goby è un creativo con una vivida immaginazione con capelli color indaco, occhi marroni e un tritone coda blu e viola. Ama indossare travestimenti, raccontare storie e parlare con una voce ridicola. Fortunatamente, Goby non tiene per sé la sua immaginazione e la usa per inventare storie di cui i suoi amici sono gli eroi.
- Zooli (Federica Valenti): Zooli è una giovane coraggiosa e intelligente con capelli violetti, occhi marroni acuti e una sirena coda rosa, un'esperta di animali e una fantastica amica della classe dei Guppies. Si rivela molto intelligente, come si vede nell'episodio della quinta stagione quando inganna la terribile Strega del Mare per trasformarsi in un Drago Marino. È anche molto comprensiva verso gli altri, come si vede nell'episodio Un drago tra le rose quando era l'unica persona del Regno delle Rose ad andare alla grotta di Agnese il Drago per scoprire cosa non andava.
- Signor Cernia (Pietro Ubaldi): Signor Cernia è il miglior insegnante di scuola simile a un pesce arancione e gialla del mondo. È simpatico, divertente e una vera fonte di conoscenza. Rispetta profondamente l'intelligenza dei Guppy, incoraggia la loro curiosità e alimenta la loro immaginazione. Per lui ogni giorno è un'occasione per fare una nuova scoperta.
- Cucciolino: Cucciolino è un cane bianco e arancione giocoso e chiassoso con una coda di pesce. Particolarmente attaccato a Gil, si diverte a giocare con tutti i Guppies, soprattutto quando si tratta di far scoppiare una bolla. In tutti gli episodi della serie si chiama Bubble Puppy.
- Il pesciolino (Paola Della Pasqua): Il pesciolino sono un gruppo di piccoli pesci rossi che appaiono in ogni episodio come guide per gli spettatori. Annunciano il nome dell'episodio e gridano le risposte alle domande degli spettatori, oltre a fornire commenti in alcune scene.

## Episodi
| Stagione         | Episodi | Prima TV USA      | Prima TV USA    | Prima TV Italia |
| Stagione         | Episodi | Inizio            | Fine            | Prima TV Italia |
| ---------------- | ------- | ----------------- | --------------- | --------------- |
| Prima stagione   | 20      | 24 gennaio 2011   | 24 ottobre 2011 | 2011            |
| Seconda stagione | 20      | 4 novembre 2011   | 1º maggio 2013  |                 |
| Terza stagione   | 26      | 12 agosto 2013    | 19 maggio 2015  |                 |
| Quarta stagione  | 14      | 21 maggio 2015    | 21 ottobre 2016 |                 |
| Quinta stagione  | 18      | 27 settembre 2019 | 5 marzo 2021    |                 |
| Sesta stagione   | 30      | 19 ottobre 2021   | 29 giugno 2023  |                 |

## Produzione
La realizzazione della serie è cominciata nel 2009, ed essa viene prodotta utilizzando il software per computer 3D Autodesk Maya e Houdini.
La serie ha esordito negli Stati Uniti il 24 gennaio 2011 e dopo essersi conclusa il 21 ottobre 2016 dopo 4 stagioni, Il 4 giugno 2019 è stato annunciato un revival della serie, andato in onda a partire dal 27 settembre seguente. Il 19 febbraio 2020, la serie è stata rinnovata per una sesta stagione, che debuttato il 19 ottobre 2021.